# Municipio de Farmington (Ohio)
El municipio de Farmington (en inglés: Farmington Township) es un municipio ubicado en el condado de Trumbull en el estado estadounidense de Ohio. En el año 2010 tenía una población de 2728 habitantes y una densidad poblacional de 38,4 personas por km².

## Geografía
El municipio de Farmington se encuentra ubicado en las coordenadas 41°23′21″N 80°57′6″O / 41.38917, -80.95167. Según la Oficina del Censo de los Estados Unidos, el municipio tiene una superficie total de 71.04 km², de la cual 70,97 km² corresponden a tierra firme y (0,11 %) 0,08 km² es agua.

## Demografía
Según el censo de 2010, había 2728 personas residiendo en el municipio de Farmington. La densidad de población era de 38,4 hab./km². De los 2728 habitantes, el municipio de Farmington estaba compuesto por el 98,17 % blancos, el 0,11 % eran afroamericanos, el 0,22 % eran amerindios, el 0,11 % eran asiáticos, el 0,26 % eran de otras razas y el 1,14 % eran de una mezcla de razas. Del total de la población el 0,92 % eran hispanos o latinos de cualquier raza.